# Undergrowth
Undergrowth ist ein Jazzalbum von Hayden Powell. Die im November 2023 im Rainbow Studio in Oslo entstandenen Aufnahmen erschienen am 14. November 2024 als Download auf Powells Label Periskop.

## Hintergrund
Undergrowth ist das fünfte Album des Trompeters Hayden Powell. Es wurde nach einer sechsjährigen Pause veröffentlicht, aufgenommen mit einem neu zusammengestellten Sextett mit Hintergründen in Jazz, Folk, Alter Musik, elektronischer Musik und freier Improvisation, darunter der Gitarrist Stein Urheim, der Kontrabassist Jo Skaansar (der einzige, der bereits an Powells Trio-Aufnahmen mitgewirkt hatte) und der Schlagzeuger Erik Nylander.
Powells neun geschichtenartige Kompositionen für Undergrowth basieren auf Ideen, die er in den letzten Jahren oft am Klavier entwickelt und später in einzelnen Sitzungen mit den anderen Musikern weiter verfeinert hatte. Powell wollte Musik mit einem langsameren Tempo und einer offeneren Struktur schaffen und dabei die kollektive Arbeit einem eher solistischen Ansatz vorziehen, der oft im Jazz zu finden sei, notiert Eyal Hareuveni. Powell erwähnt, dass alle neuen Kompositionen in Zusammenarbeit mit dem neuen Sextett arrangiert wurden.

## Titelliste
- Hayden Powell – Undergrowth (Peiskop PSK108)[2]

1. Holumskogen 4:14
2. Tartufo 6:23
3. Sun Chorale 2:02
4. Skyggespill 3:20
5. Svever I Vinden 2:02
6. Galaxies 4:58
7. Klangnatt 4:55
8. Mikrofauna 4:32
9. Dimsang 4:49

Die Kompositionen stammen von Hayden Powell.

## Rezeption
Dieses Sextett würde ein eigenes Klangökosystem schaffen, genau wie das Unterholz des Waldes, typisch skandinavisch, aber mit ehrgeizigeren musikalischen Horizonten, meinte Eyal Hareuveni (Salt Peanuts). Die geduldige, introspektive und lyrische Atmosphäre korrespondiere wunderbar mit der bekannten Ästhetik des nordischen Jazz, ohne zu sehr in Melancholie abzutauchen. Die melodischen Kompositionen würden zunächst einfach klingen, aber ihre subtilen Texturen seien schwer zu fassen, da sie voller Nuancen, Schichten und Schattierungen seien und das tiefe Zusammenspiel des Sextetts hervorheben, aber dennoch genügend Raum für individuelle Interpretationen lassen würden. Urheim kontrastiere oft Powells warme und nachdenkliche Linien und suggeriert so eine flüchtige, dissonante Spannung. „Genau wie im Unterholz des Waldes, wo unzählige Pflanzen, Insekten und andere Organismen die darüber liegenden Bäume unterstützen und ernähren.“